# Felip d'Amat i de Cortada
Felip d'Amat i de Cortada   (Barcelona, 1754 - Barcelona, 1828) fou un diplomàtic i polític català.

## Biografia
Fill d'un coronel d'infanteria i nebot de Manuel d'Amat i de Junyent, virrei del Perú, vas ser anomenat jove de llengües a Rússia el 20 d'abril del 1790. El 1793 va ser promogut a secretari de la legació i va obtenir un destí com a oficial novè a la Secretaria d'Estat el març del 1795. Va ascendir ràpidament a oficial setè, i posteriorment va obtenir la plaça d'encarregat de negocis davant el Gran Mestre de l'Orde de Malta.
Es va casar a Barcelona amb Maria Eulàlia Desvalls i Ribas, filla de Joan Antoni Desvalls i d'Ardena, marquès de Llupià i Alfarràs. Quan les tropes de Napoleó Bonaparte van ocupar l'illa de Malta el 1798, Amat hagué de marxar i decidí tornar a Barcelona. Obtingué una assignació de 40.000 rals, mentre esperava un destí que mai arribaria.
El 25 de febrer del 1810 va ser elegit diputat a les Corts de Cadis a la Sala Capitular de la catedral de Tarragona, d'acord amb la Instrucció de l'1 de gener del 1810 per als diputats provincials del Principat de Catalunya. Fou un dels diputats que participà en la votació de la Constitució espanyola de 1812 i va ser baixa a les Corts Espanyoles el 20 de setembre del 1813.
De nou a Barcelona, va ser nomenat regidor el 1815, i posteriorment vocal de la Junta de Comerç.